# Gevelniskapel ter ere van Sint-Guido

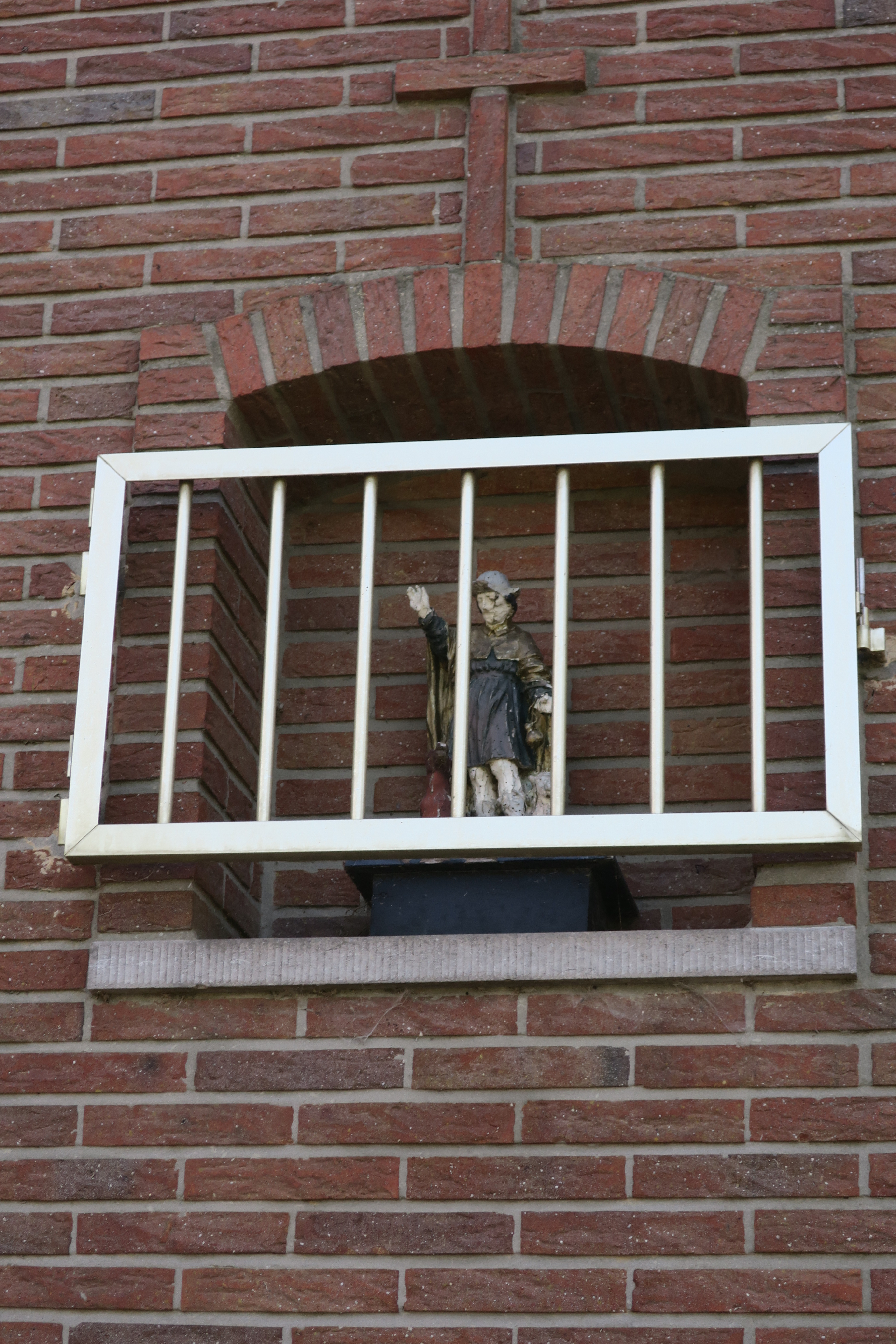
Gevelniskapel ter ere van de Heilige Guido.

De gevelniskapel ter ere van Sint-Guido is een kapel gelegen in de Vlaams-Brabantse gemeente Herne. De kapel is ingewerkt in de kopse gevel van het woonhuis gelegen aan de Druimerenstraat 20.
Op enkele historische kaarten staat een kapelgebouw op deze plek aangeduid. Deze werd afgebroken en na de Tweede Wereldoorlog werd de huidige woning er gebouwd.
De gevelniskapel is opgetrokken in baksteen en is toegewijd aan de Heilige Guido, een heilige waarvoor in de streek meermaals een kapel werd opgericht. De segmentboogvormige nis heeft een omlijsting van halve stenen en is afgesloten met een ijzeren hek. In de nis staat een polychroom houten beeld van de Sint-Guido met twee honden. Wellicht is dit heiligenbeeld afkomstig van de oorspronkelijke kapel.